# Setge de Balànsiya (1087)
El Setge de Balànsiya  fou una de les batalles de la dominació de l'emirat de Balànsiya per Yahya al-Qàdir l'any 1087.

## Antecedents
El 1086, al-Múndhir Imad-ad-Dawla, emir de Turtuixa i Dàniyya, rebia el suport de Berenguer Ramon II per capturar l'emirat de Balànsiya i obtenir la continuïtat territorial, estava sent fustigat per l'Emirat de Saraqusta, que tenia com aliat Rodrigo Díaz de Vivar, especialment actiu a la zona de Morella.
Alfons VI de Castella va conquerir Balànsiya el febrer de 1086 amb les tropes castellanes d'Alvar Fáñez, que es quedà encarregat de la defensa perquè Yahya al-Qàdir hi pogués governar l'emirat de Balànsiya, on fou reconegut tret de Xàtiva, que fou assetjada.Al-Múndhir Imad-ad-Dawla, amb el suport de mercenaris catalans, comandats per Guerau Alemany II de Cervelló van aixecar el setge, i Xàtiva passà a mans d'Al-Múndhir Imad-ad-Dawla.
Al-Múndhir Imad-ad-Dawla amb el suport dels mercenaris catalans comandats per Guerau Alemany II de Cervelló van atacar Balànsiya el 1086, defensada per Alvar Fáñez, però van haver de desistir. La invasió almoràvit i la derrota d'Alfons VI de Castella a la batalla de Sagrajas el 1086 provocà la marxa d'Alvar Fáñez i els seus homes de Balànsiya, propiciant una oportunitat per a al-Múndhir Imad-ad-Dawla per capturar la ciutat.

## El setge
Al-Múndhir Imad-ad-Dawla, i els mercenaris catalans de Guerau Alemany II de Cervelló van atacar Balànsiya, però Yahya al-Qàdir va aconseguir el suport financer de Muhàmmad ibn Àhmad ibn Tàhir, antic emir de Múrsiya, exiliat a Balànsiya des de la conquesta per Muhàmmad ibn Abbad al-Mútamid, i va poder resistir al tortosí, que es va retirar després de quatre mesos de setge amb la condició de no lliurar la ciutat a Àhmad ibn Yússuf al-Mustaín i Rodrigo Díaz de Vivar, que renunciaren a la conquesta de la ciutat,

## Conseqüències
Rodrigo Díaz de Vivar es va instal·lar a Requena a l'espera dels esdeveniments, i atemorit per nous atacs, Yahya al-Qàdir va demanar suport a Alfons VI de Lleó, que, ocupat amb els almoràvits no va poder oferir ajut, i Àhmad ibn Yússuf al-Mustaín, l'emir de Saraqusta va enviar una expedició conjunta amb El Cid, apoderant-se de la ciutat, i com els cristians eren superiors en nombre, l'emir de Saraqusta es va retirar i el Cid va establir un protectorat sobre la ciutat.
Entre 1087 i 1089, El Cid va fer tributaris als monarques musulmans de l'Emirat d'Albarrasí i l'Emirat d'Alpont i va prendre Miravet el 1090.
El 1089, al-Múndhir Imad-ad-Dawla i Berenguer Ramon II tornaren a intentar prendre la ciutat construint fortificacions a Lliria, el Puig i Quart, però el Cid va poderós exèrcit a Albarrasí, i els assetjants van emprendre la retirada.